# عصمت الموسوي
عصمت الموسوي كاتبة وإعلامية بحرينية، مستقلة. عملت في عدد من المطبوعات المحلية؛ مجلة صدى الأسبوع، صحيفة أخبار الخليج، صحيفة الأيام، مجلة بانوراما الخليج، صحيفة الوسط، ومجلة كل الأسرة الشارقية، كما عملت مراسلة لهيئة الإذاعة البريطانية BBC. غطت أحداث الحرب الأهلية اللبنانية في أواخر الثمانينيات وأجزاء من حرب الخليج الثانية والثالثة. كما غطت أيضاً أحداث التسعينيات في البحرين عبر هيئة الإذاعة البريطانية BBC وأحداث الحرب الجوية على العراق من فوق حاملة الطائرات الأمريكية هاريرز.
عصمت الموسوي هي ابنة السيد محمد صالح عدنان الموسوي. كاتبة، وإعلامية حاصلة على بكالوريوس اقتصاد وعلوم سياسية، جامعة القاهرة 1981م. مهنتها الحالية كاتبة مدونة إلكترونية. أحدثت نقلة نوعية في إدارة صفحات بريد القراء في الصحافة البحرينية، وساهمت في حل العديد من مشكلات المواطنين الاجتماعية والمعيشية، قدمت مساهمات عديدة في مجال العمل النسوي. صاحبة المنتدى الثقافي «قراءة في كتاب» الذي تعدّه وتشرف عليه ويقام في منزلها منذ العام 2008م.

## أنشطتها المحلية في البحرين[1][3][4]
- 1981م - 1983م  مديرة تحرير مجلة صدى الأسبوع.
- 1983م - 1989م  صحافية وكاتبة بجريدة أخبار الخليج.
- 1989م- 2002م  عضو مؤسس وعضو مجلس إدارة مؤسسة الأيام للصحافة. والنشر.
- 1989م- 2001م  صحافية، وكاتبة عمود يومي في صحيفة الأيام.
- 1991م- 1993م  مديرة تحرير مجلة بانوراما الخليج.
- 1988م- 1998م مراسلة هيئة الإذاعة البريطانية BBC، حيث غطّت الأحداث السياسية في البحرين.
- 2003م - 2013م  كاتبة عمود أسبوعي في مجلة كل الأسرة الشارقية.
- 2015م -2017م  كاتبة عمود صحفي في صحيفة الوسط البحرينية.
- تكتب حاليا عمود الرأي في مدونتها الإلكترونية منذ أكتوبر 2014م.
- تكتب مقالا شهريا في مجلة المنبر التقدمي منذ 2015. ومنبر الحوار المتمدن منذ 2015 م.

## أنشطتها الإقليمية والدولية[5]
- 1989م  غطّت العام الأخير من أحداث الحرب الأهلية اللبنانية.
- 1983م  غطّت أجزاءً من حرب الخليج الأولى بين العراق وإيران.
- 2003م غطّت الحرب على العراق من فوق حاملة الطائرات الأمريكية هاربرز، كما قامت بالتغطية الميدانية لوقائع الحرب على العراق بعد نزول قوات البحرية الأمريكية على الأرض في عدد من المدن العراقية كبغداد والبصرة والناصرية وغيرها.
- 1985م، 2000م، 2002م  شاركت في برنامج الزائر الدولي في أمريكا.
- حلّت ضيفة على عدد من الفضائيات والمنصّات الإذاعية مثل؛ هيئة الإذاعة البريطانية BBC، قناة mbc، قناة الجزيرة القطرية، قناة الميادين، وقناة الحُرّة.

## المشاركات والعضوية[6]
- 1994م- 2000م  عضو جمعية البحرين لتنظيم الأسرة.
- 1994م- 1998م  عضو مجلس إدارة جمعية الهلال الأحمر البحريني.
- 2000م-2011م عضو مؤسس وعضو مجلس إدارة جمعية الصحافيين البحرينية.
- 2004م-2007م عضو في المجلس الأعلى للمرأة.
- شاركت في العديد من المؤتمرات والمنتديات المحلية والإقليمية والعربية والدولية أهمها مؤتمر السكان والتنمية بالقاهرة عام 1994م، وقدمت أوراقا وبحوثا في مجالات العمل الصحفي والسياسي والتنمية والمرأة والأسرة في الخليج العربي، شاركت في إعداد، وصياغة العديد من التقارير الاجتماعية والثقافية والتنموية في مملكة البحرين، كالإستراتيجية الوطنية للشباب عام 2005م، والتقرير الأهلي المعني برصد اتفاقية التمييز ضد المرأة في مملكة البحرين عام 2002م، ومشروع تطوير الرعاية الأولية (الصحة الوقائية) عام 2001م.
- 2005م و2007م عضو لجنة تقييم جائزة الصحافة العربية بدبي.
- 2007م عضو لجنة تحكيم المسابقة العربية للأعمال الصحفية المتميزة في تناول قضايا المرأة، جامعة الدول العربية.

## الجوائز[3][7]
- 1984م جائزة التحقيق الصحفي «النساء وقانون الأحوال الشخصية» في صحيفة أخبار الخليج.
- 1985م  جائزة التحقيق الصحفي عن «القرية البحرينية» في صحيفة أخبار الخليج.
- 2009م  جائزة الصحافة عن مسيرتها المهنية في مؤتمر المبدعين العرب في الأردن.